# Malagazzia condensum
Malagazzia condensum is een hydroïdpoliep uit de familie Malagazziidae. De poliep komt uit het geslacht Malagazzia. Malagazzia condensum werd in 1953 voor het eerst wetenschappelijk beschreven door Kramp. 